# Faro di Brucoli
Il Faro di Brucoli o Faro dell'Antico Castello Regina Giovanna è un faro del golfo di Catania, situato nel borgo marinaro di Brucoli, nel comune di Augusta, nei pressi del castello aragonese posto a difesa dell'ingresso del porto-canale del paese.

## Storia

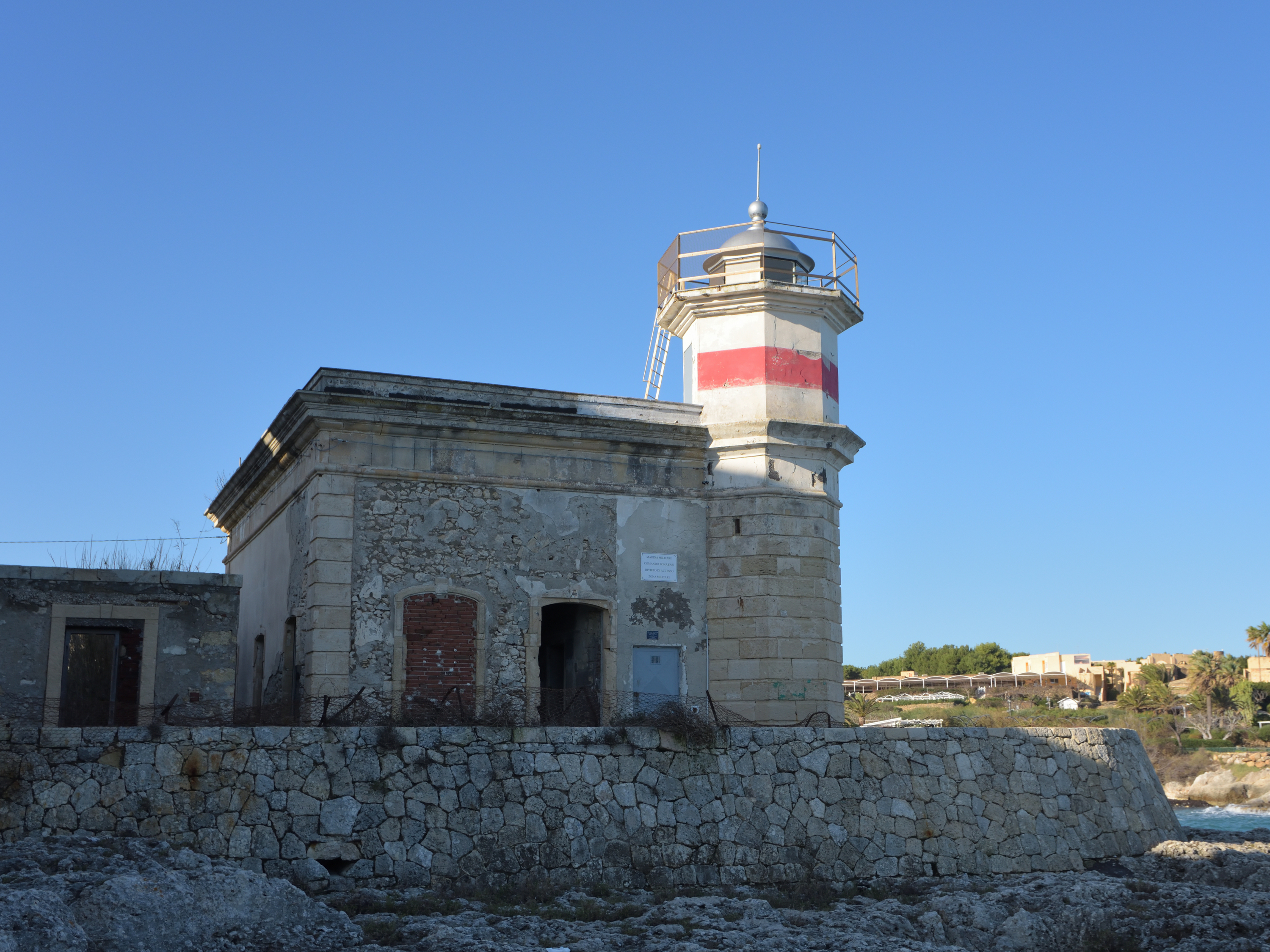
Il faro prima della ristrutturazione

Attivato nel 1911 e successivamente elettrificato, si compone di una torre bianca con fascia rossa e di un adiacente edificio. Quest'ultimo, che versava in stato di abbandono, è stato ceduto nel 2017 dal demanio per cinquant'anni a una società privata che lo ha ristrutturato e trasformato in una struttura turistica, nell'ambito del progetto Valore Paese.